# Armenia (město)
Armenia je město v kolumbijském departementu Quindío. Žije zde přibližně 301 tisíc obyvatel. Leží asi 290 kilometrů západně od Bogoty, hlavního města země a asi 35 kilometrů od středu pohoří Kordillery. Společně s městy Pereira a Manizales je součástí tzv. Kávové osy, tedy kolumbijského regionu, kde se hojně pěstuje káva. Leží v nadmořské výšce 1 551 m n. m. V roce 1999 se 17 kilometrů jižně od města nacházelo epicentrum zemětřesení, které město značně poškodilo. Během následujících 15 let přitom bylo město obnoveno a stalo se významnou turistickou destinací i ekonomickým centrem regionu. Asi 10 kilometrů od města se nachází Letiště El Edén. 